# Iglesia de la Santa Cruz (Burgos)
La Iglesia Parroquial de la Santa Cruz es un templo católico de la ciudad de Burgos (Castilla y León, España).
Aunque erigida como parroquia en 1977, fue en marzo de 2001 cuando se inauguró el actual templo parroquial de la calle del Romancero. 
Cuenta con un destacado coro parroquial.